# Championnat d'Allemagne de football de deuxième division 1966-1967
Navigation
Regionalliga
1965-1966 Regionalliga
1967-1968
La Regionalliga 1966-1967 fut une compétition de football organisée par la Deutscher Fußball Bund au 2e niveau de la hiérarchie du football ouest-allemand.
Ce fut la 4e édition de cette compétition, qui se décomposait en une première phase séparée en cinq groupes (Nord, Berlin, West, Südwest, Süd), puis un tour de promotion (en allemand : Aufstiegsrunde in die Bundesliga) qui avait pour but de désigner les deux clubs promus en Bundesliga (D1).
De 1964 à 1974, ce format resta en vigueur, avec une variation du nombre de participants et du nombre de qualifiés selon les différentes "Regionalligen".

## Regionalliga Nord
Le Regionalliga Nord 1966-1967 fut une ligue située au 2e niveau de la hiérarchie du football ouest-allemand.
Ce fut la 4e édition de cette ligue qui couvrait le même territoire que l'ancienne Oberliga Nord, c'est-à-dire les villes libres de Brême et de Hambourg et les Länders de Basse-Saxe et du Schleswig-Holstein, donc les clubs affiliés à une des quatre fédérations composant la Norddeutscher Fußball-Verband (NFV).
Selon le règlement en vigueur, il n'y eut jamais de montant direct depuis les Regionalligen vers la Bundesliga. Un tour final annuel (en allemand : Aufstiegsrunde in die Bundesliga) regroupa les champions et qualifiés de chaque Regionalliga afin de désigner les deux promus.

### Compétition

#### Légende
| Légende         | |
| (T)             | Tenant du titre de la Regionalliga Nord.                                                             |
| C/TF            | Champion et qualifié pour le tour final pour une éventuelle montée en Bundesliga la saison suivante. |
| TF              | qualifié pour le tour final pour une éventuelle montée en Bundesliga la saison suivante.             |
| R               | club relégué vers les séries d'Amateurliga pour la saison suivante.                                  |
| en augmentation | club promu des séries d'Amateurliga depuis la saison précédente.                                     |

#### Classement
|      |    |                        | M  | G  | N  | P  | +  | -  | Avg  | Pts |
| ---- | -- | ---------------------- | -- | -- | -- | -- | -- | -- | ---- | --- |
| C/TF | 1  | SV Arminia Hannover    | 32 | 21 | 5  | 6  | 78 | 28 | 2,79 | 47  |
| TF   | 2  | 1. SC Göttingen 05     | 32 | 18 | 9  | 5  | 65 | 24 | 2,71 | 45  |
|      | 3  | Kieler SV Holstein     | 32 | 19 | 7  | 6  | 68 | 32 | 2,13 | 45  |
|      | 4  | VfL Wolfsburg          | 32 | 19 | 2  | 11 | 57 | 33 | 1,61 | 40  |
|      | 5  | FC St. Pauli (T)       | 32 | 16 | 7  | 9  | 71 | 44 | 1,61 | 39  |
|      | 6  | SC Concordia Hamburg   | 32 | 16 | 4  | 12 | 50 | 40 | 1,25 | 36  |
|      | 7  | VfL Osnabrück          | 32 | 11 | 10 | 11 | 61 | 50 | 1,22 | 32  |
|      | 8  | FC Altona 93           | 32 | 10 | 11 | 11 | 43 | 46 | 0,93 | 31  |
|      | 9  | VfB Oldenburg          | 32 | 13 | 4  | 15 | 49 | 73 | 0,67 | 30  |
|      | 10 | VfB Lübeck             | 32 | 9  | 10 | 13 | 41 | 43 | 0,95 | 28  |
|      | 11 | ASV Bergedorf 85       | 32 | 10 | 8  | 14 | 45 | 57 | 0,79 | 28  |
|      | 12 | Itzehoer SV 09         | 32 | 13 | 2  | 17 | 56 | 74 | 0,76 | 28  |
|      | 13 | SC Sperber             | 32 | 8  | 9  | 15 | 42 | 54 | 0,77 | 25  |
|      | 14 | HSV Barmbek-Uhlenhorst | 32 | 10 | 5  | 17 | 48 | 77 | 0,62 | 25  |
|      | 15 | TuS Bremerhaven 93     | 32 | 7  | 10 | 15 | 34 | 57 | 0,60 | 24  |
| R    | 16 | VfV Hildesheim         | 32 | 8  | 7  | 17 | 25 | 57 | 0,44 | 23  |
| R    | 17 | Bremer SV              | 32 | 7  | 4  | 21 | 40 | 84 | 0,48 | 18  |

### Relégation depuis la Bundesliga
À la fin de cette saison, aucun club affilié à la Norddeutscher Fußball-Verband (NFV) ne fut relégué de la Bundesliga.

### Relégation/Montée avec l'étage inférieur
À la fin de la saison, les deux derniers classés furent relégués vers les séries d'Amateurliga. 
Deux formations furent promues à l'issue du tour final des Amateurligen ("Bremen", "Hamburg", "Niedersachsen" et "Schleswig-Holstein"). Les montants furent 1. FC Phönix Lübeck et TuS Haste 01.

## Regionalliga Berlin
Le Regionalliga Berlin 1966-1967 fut une ligue située au 2e niveau de la hiérarchie du football ouest-allemand.
Ce fut la 4e édition de cette ligue qui couvrait le même territoire que l'ancienne Oberliga Berlin, c'est-à-dire la zone de Berlin-Ouest et donc concernait les clubs affiliés à la Verband Berliner Ballspielvereine (VBB).
Selon le règlement en vigueur, il n'y eut jamais de montant direct depuis les Regionalligen vers la Bundesliga. Un tour final annuel (en allemand : Aufstiegsrunde in die Bundesliga) regroupa les champions et qualifiés de chaque Regionalliga afin de désigner les deux promus.

### Compétition

#### Légende
| Légende         | |
| (T)             | Tenant du titre de la Regionalliga Berlin.                                                           |
| C/TF            | Champion et qualifié pour le tour final pour une éventuelle montée en Bundesliga la saison suivante. |
| TF              | Qualifié pour le tour final pour une éventuelle montée en Bundesliga la saison suivante.             |
| en diminution   | club relégué de la Bundesliga depuis la saison précédente.                                           |
| en augmentation | club promu des séries inférieures depuis la saison précédente.                                       |
| R               | club relégué vers les séries de l'Amateurliga Berlin pour la saison suivante.                        |

#### Classement
|      |    |                           | M  | G  | N  | P  | +   | -  | Avg  | Pts |
| ---- | -- | ------------------------- | -- | -- | -- | -- | --- | -- | ---- | --- |
| C/TF | 1  | Hertha BSC Berlin (T)     | 30 | 28 | 1  | 1  | 114 | 25 | 4,56 | 57  |
| TF   | 2  | Tennis Borussia Berlin    | 30 | 22 | 6  | 2  | 101 | 30 | 3,37 | 50  |
|      | 3  | Spandauer SV              | 30 | 18 | 5  | 7  | 61  | 42 | 1,45 | 41  |
|      | 4  | SC Tasmania 1900 Berlin   | 30 | 16 | 7  | 7  | 53  | 61 | 1,71 | 39  |
|      | 5  | FC Hertha 03 Zehlendorf   | 30 | 17 | 4  | 9  | 56  | 41 | 1,37 | 38  |
|      | 6  | SC Wacker 04 Berlin       | 30 | 15 | 5  | 10 | 63  | 46 | 1,37 | 35  |
|      | 7  | SC Rapide Wedding 1893    | 30 | 10 | 6  | 14 | 42  | 58 | 0,72 | 26  |
|      | 8  | VfB Hermsdorf             | 30 | 10 | 5  | 15 | 52  | 81 | 0,64 | 25  |
|      | 9  | Berliner SV 92            | 30 | 9  | 6  | 15 | 37  | 49 | 0,76 | 24  |
|      | 10 | 1. FC Neukölln            | 30 | 8  | 8  | 14 | 42  | 65 | 0,65 | 24  |
|      | 11 | SV Blau-Weiss Berlin      | 30 | 6  | 11 | 13 | 32  | 55 | 0,64 | 23  |
|      | 12 | Berliner FC Südring       | 30 | 6  | 10 | 14 | 44  | 59 | 0,75 | 22  |
|      | 13 | Reinickendorfer Füchse    | 30 | 7  | 8  | 15 | 39  | 57 | 0,68 | 22  |
|      | 14 | BSC Kickers 1900          | 30 | 6  | 10 | 14 | 49  | 79 | 0,62 | 22  |
| R    | 15 | SC Staaken 1919           | 30 | 6  | 8  | 16 | 36  | 53 | 0,68 | 20  |
| R    | 16 | Lichterfelder Sport Union | 30 | 4  | 4  | 22 | 42  | 92 | 0,46 | 12  |

### Relégation depuis la Bundesliga
À la fin de cette saison, aucun club affilié à la Verband Berliner Ballspielvereine (VBB) ne fut relégué de la Bundesliga.

### Relégation/Montée avec l'étage inférieur
À la fin de la saison, les deux derniers classés furent relégués vers les séries de l'Amateurliga Berlin, dont deux clubs furent promus.
Les deux montants furent :
- Berliner FC Alemannia 90
- Neuköllner Sportfreunde

## Regionalliga West
Le Regionalliga West 1966-1967 fut une ligue située au 2e niveau de la hiérarchie du football ouest-allemand.
Ce fut la 4e édition de cette ligue qui couvrait le même territoire que les anciennes Oberliga et 2. Oberliga West, c'est-à-dire le Länder de Rhénanie du Nord-Wesphalie, donc les clubs affiliés à une des trois fédérations composant la Westdeutscher Fußball-und Leichtathletikverband (WFLV).
Selon le règlement en vigueur, il n'y eut jamais de montant direct depuis les Regionalligen vers la Bundesliga. Un tour final annuel (en allemand : Aufstiegsrunde in die Bundesliga) regroupa les champions et qualifiés de chaque Regionalliga afin de désigner les deux promus.

### Compétition

#### Légende
| Légende         | |
| C/TF            | Champion et qualifié pour le tour final pour une éventuelle montée en Bundesliga la saison suivante. |
| TF              | Qualifié pour le tour final pour une éventuelle montée en Bundesliga la saison suivante.             |
| R               | club relégué vers les séries de Verbandsliga pour la saison suivante.                                |
| en augmentation | club promu des séries de Verbandsliga depuis la saison précédente.                                   |

#### Classement
|      |    |                            | M  | G  | N  | P  | +  | -  | Avg  | Pts |
| ---- | -- | -------------------------- | -- | -- | -- | -- | -- | -- | ---- | --- |
| C/TF | 1  | Aachener TSV Alemannia     | 34 | 20 | 8  | 6  | 56 | 24 | 2,33 | 48  |
| TF   | 2  | Schwarz-Weiss Essen        | 34 | 19 | 9  | 6  | 51 | 23 | 2,22 | 47  |
|      | 3  | DSC Arminia Bielefeld      | 34 | 17 | 11 | 6  | 72 | 39 | 1,85 | 45  |
|      | 4  | VfL Bochum                 | 34 | 18 | 9  | 7  | 67 | 42 | 1,59 | 45  |
|      | 5  | Sportfreunde Hamborn 07    | 34 | 17 | 9  | 8  | 52 | 33 | 1,58 | 43  |
|      | 6  | Rot-Weiss Oberhausen       | 34 | 13 | 14 | 7  | 67 | 52 | 1,29 | 40  |
|      | 7  | Wuppertaler SV             | 34 | 14 | 10 | 10 | 49 | 41 | 1,20 | 38  |
|      | 8  | VfR Neuss                  | 34 | 14 | 8  | 12 | 56 | 50 | 1,12 | 36  |
|      | 9  | SC Preussen Münster        | 34 | 13 | 9  | 12 | 53 | 58 | 0,91 | 35  |
|      | 10 | SV Bayer 04 Leverkusen     | 34 | 12 | 8  | 14 | 57 | 62 | 0,92 | 32  |
|      | 11 | SC Westfalia 05 Herne      | 34 | 12 | 7  | 15 | 41 | 41 | 1,00 | 31  |
|      | 12 | SG Eintracht Gelsenkirchen | 34 | 10 | 10 | 14 | 48 | 53 | 0,91 | 30  |
|      | 13 | SC Viktoria 04 Köln        | 34 | 10 | 9  | 15 | 36 | 39 | 0,92 | 29  |
|      | 14 | TSV Marl-Hüls              | 34 | 7  | 12 | 15 | 38 | 49 | 0,78 | 26  |
| R    | 15 | SSV Hagen                  | 34 | 8  | 8  | 18 | 35 | 69 | 0,51 | 24  |
| R    | 16 | Hammer SpVgg               | 34 | 7  | 9  | 18 | 45 | 76 | 0,59 | 23  |
| R    | 17 | Bonner SC                  | 34 | 6  | 10 | 18 | 27 | 48 | 0,56 | 22  |
| R    | 18 | Eintracht Duisburg 1848    | 34 | 7  | 4  | 23 | 34 | 85 | 0,40 | 18  |

### Relégation depuis la Bundesliga
À la fin de cette saison, deux clubs affiliés à la Westdeutscher Fußball-und Leichtathletikverband (WFLV), le Fortuna Düsseldorf et le Rot-Weiss Essen, furent relégués de la Bundesliga.

### Relégation/Montée avec l'étage inférieur
À la fin de la saison, les quatre derniers classés furent relégués vers les séries de Verbandsliga. Ce nombre fut induit par la double relégation de "clubs de l'Ouest" hors de la Bundesliga.
Mais comme un club de la "Regionalliga West" (Alemannia Aachen) fut promu en Bundesliga lors du tour final, il y eut un troisième montant. Les trois montants sont SC Fortuna Köln, Lüner SV et VfB Bottrop.

## Regionalliga Südwest
Le Regionalliga Südwest 1966-1967 fut une ligue située au 2e niveau de la hiérarchie du football ouest-allemand.
Ce fut la 4e édition de cette ligue qui couvrait le même territoire que les anciennes Oberliga et 2. Oberliga Südwest, c'est-à-dire les Länders de Rhénanie-Palatinat et de Sarre, donc les clubs affiliés à une des trois fédérations composant la Fußball-Regional-Verband Südwest (FRVS).
Selon le règlement en vigueur, il n'y eut jamais de montant direct depuis les Regionalligen vers la Bundesliga. Un tour final annuel (en allemand : Aufstiegsrunde in die Bundesliga) regroupa les champions et qualifiés de chaque Regionalliga afin de désigner les deux promus.

### Compétition

#### Légende
| Légende         | |
| (T)             | Tenant du titre de la Regionalliga Südwest.                                                          |
| C/TF            | Champion et qualifié pour le tour final pour une éventuelle montée en Bundesliga la saison suivante. |
| TF              | qualifié pour le tour final pour une éventuelle montée en Bundesliga la saison suivante.             |
| R               | club relégué vers les séries d'Amateurliga pour la saison suivante.                                  |
| en diminution   | club relégué de la Bundesliga depuis la saison précédente.                                           |
| en augmentation | club promu des séries d'Amateurliga depuis la saison précédente.                                     |

#### Classement
|      |    |                              | M  | G  | N  | P  | +  | -   | Avg  | Pts |
| ---- | -- | ---------------------------- | -- | -- | -- | -- | -- | --- | ---- | --- |
| C/TF | 1  | VfB Borussia Neunkirchen     | 30 | 20 | 6  | 4  | 73 | 27  | 2,70 | 46  |
| TF   | 2  | 1. FC Saarbrücken            | 30 | 21 | 2  | 7  | 77 | 31  | 2,48 | 44  |
|      | 3  | SpVgg Weisenau               | 30 | 17 | 7  | 6  | 63 | 35  | 1,80 | 41  |
|      | 4  | 1. FSV Mainz 05              | 30 | 18 | 3  | 9  | 50 | 35  | 1,43 | 39  |
|      | 5  | Eintracht Trier              | 30 | 15 | 8  | 7  | 67 | 48  | 1,40 | 38  |
|      | 6  | FK Pirmasens (T)             | 30 | 14 | 8  | 8  | 60 | 31  | 1,94 | 36  |
|      | 7  | SV Südwest 1848 Ludwigshafen | 30 | 13 | 10 | 7  | 49 | 34  | 1,44 | 36  |
|      | 8  | SV Alsenborn                 | 30 | 13 | 6  | 11 | 58 | 43  | 1,35 | 32  |
|      | 9  | SV Röchling Völklingen 06    | 30 | 12 | 7  | 11 | 42 | 46  | 0,91 | 31  |
|      | 10 | SV Saar 05 Saarbrücken       | 30 | 11 | 8  | 11 | 47 | 39  | 1,21 | 30  |
|      | 11 | FC 08 Homburg                | 30 | 8  | 7  | 15 | 46 | 81  | 0,57 | 23  |
|      | 12 | VfR Frankenthal              | 30 | 7  | 7  | 16 | 40 | 50  | 0,80 | 21  |
|      | 13 | VfR Wormatia Worms 08        | 30 | 5  | 11 | 14 | 31 | 48  | 0,65 | 21  |
|      | 14 | TuS Neuendorf                | 30 | 8  | 5  | 17 | 35 | 64  | 0,55 | 21  |
| R    | 15 | FC Phönix Bellheim           | 30 | 6  | 6  | 18 | 40 | 71  | 0,56 | 18  |
| R    | 16 | FC Germania Metternich       | 30 | 0  | 3  | 27 | 19 | 114 | 0,17 | 3   |

### Changement d'appellation
À la fin de la saison précédente, le 9 mai 1966, le SV 06 Völklingen ajouta la mention "Röchling" à son appellation. La famille Röchling est une dynastie d'industriels de l'acier et le principal pourvoyeur d'emploi de la ville de Völklingen. Le cercle prit donc le nom de SV Röchling Völklingen 06.

### Relégation depuis la Bundesliga
À la fin de cette saison, aucun club affilié à la Fußball-Regional-Verband Südwest (FRVS) ne fut relégué de la Bundesliga.

### Relégation/Montée avec l'étage inférieur
À la fin de la saison, les deux derniers classés furent relégués vers les séries d'Amateurliga.
Il y eut un montant supplémentaire, car un club de la "Regionalliga Südwest" (B. Neunkirchen) monta vers la Bundesliga, à l'issue du tour final.
Les trois promus des Amateurligen ("Rheinland", "Saarland" et "Südwest") furent SC 1893 Friedrichsthal, Ludwigshafener SC 1925 et SSV 1921 Mülheim.

## Regionalliga Süd
Le Regionalliga Süd 1966-1967 fut une ligue située au 2e niveau de la hiérarchie du football ouest-allemand.
Ce fut la 4e édition de cette ligue qui couvrait le même territoire que les anciennes Oberliga et 2. Oberliga Süd, c'est-à-dire les Länders de Bade-Wurtemberg, de Bavière et de Hesse, donc les clubs affiliés à une des cinq fédérations composant la Süddeutscher Fußball-Verband (SFV).
Selon le règlement en vigueur, il n'y eut jamais de montant direct depuis les Regionalligen vers la Bundesliga. Un tour final annuel (en allemand : Aufstiegsrunde in die Bundesliga) regroupa les champions et qualifiés de chaque Regionalliga afin de désigner les deux promus.

### Compétition

#### Légende
| Légende         | |
| C/TF            | Champion et qualifié pour le tour final pour une éventuelle montée en Bundesliga la saison suivante. |
| TF              | qualifié pour le tour final pour une éventuelle montée en Bundesliga la saison suivante.             |
| R               | club relégué vers les séries d'Amateurliga pour la saison suivante.                                  |
| en augmentation | club promu des séries d'Amateurliga depuis la saison précédente.                                     |

#### Classement
|      |    |                          | M  | G  | N  | P  | +  | -  | Avg  | Pts |
| ---- | -- | ------------------------ | -- | -- | -- | -- | -- | -- | ---- | --- |
| C/TF | 1  | Offenbacher FC Kickers   | 34 | 20 | 10 | 4  | 65 | 33 | 1,97 | 50  |
| TF   | 2  | FC Bayern Hof 1910       | 34 | 21 | 8  | 5  | 81 | 44 | 1,84 | 50  |
|      | 3  | SpVgg Fürth              | 34 | 20 | 8  | 6  | 80 | 36 | 2,22 | 48  |
|      | 4  | SV Stuttgarter Kickers   | 34 | 20 | 5  | 9  | 85 | 48 | 1,77 | 45  |
|      | 5  | VfR Mannheim             | 34 | 15 | 12 | 7  | 61 | 43 | 1,42 | 42  |
|      | 6  | SSV Reutlingen           | 36 | 16 | 6  | 8  | 59 | 44 | 1,34 | 40  |
|      | 7  | Freiburger FC            | 34 | 15 | 7  | 12 | 62 | 50 | 1,24 | 37  |
|      | 8  | KSV Hessen Kassel        | 34 | 14 | 8  | 12 | 61 | 62 | 0,98 | 36  |
|      | 9  | TSV Schwaben Augsburg    | 34 | 13 | 8  | 13 | 64 | 63 | 1,02 | 34  |
|      | 10 | 1. FC Schweinfurt 05 (T) | 34 | 16 | 2  | 16 | 43 | 47 | 0,91 | 34  |
|      | 11 | SV Waldhof Mannheim 07   | 34 | 12 | 9  | 13 | 50 | 57 | 0,88 | 33  |
|      | 12 | SC Opel 06 Rüsselsheim   | 34 | 12 | 4  | 18 | 51 | 60 | 0,85 | 28  |
|      | 13 | FSV Frankfurt            | 34 | 12 | 4  | 18 | 37 | 58 | 0,64 | 28  |
|      | 14 | SV Darmstadt 98          | 34 | 9  | 8  | 17 | 45 | 55 | 0,82 | 26  |
|      | 15 | FC 08 Villingen          | 34 | 10 | 6  | 18 | 47 | 76 | 0,62 | 26  |
| R    | 16 | BC Augsburg              | 34 | 10 | 5  | 19 | 49 | 73 | 0,67 | 25  |
| R    | 17 | SG Germania Wiesbaden    | 34 | 4  | 9  | 21 | 28 | 73 | 0,38 | 17  |
| R    | 18 | 1. FC Pforzheim          | 34 | 3  | 7  | 24 | 26 | 72 | 0,36 | 13  |

### Relégation depuis la Bundesliga
À la fin de cette saison, aucun club affilié à la Süddeutscher Fußball-Verband (SFV) ne fut relégué de la Bundesliga.

### Relégation/Montée avec l'étage inférieur
À la fin de la saison, les trois derniers classés furent relégués vers les séries d'Amateurliga. 
Trois formations furent promues à l'issue du tour final des Amateurligen ("Bade-Württemberg", "Bayern" et "Hessen"). Les montants furent : SSV Jahn Regensburg, SV Wiesbaden 1899 et TSG Backnang 1919.

## Tour de promotion
Le Tour de promotion des Regionalligen 1966-1967 (en allemand : Aufstiegsrunde in die Bundesliga) fut une compétition de football organisée par la Deutscher Fussball Bund, au 2e niveau de la hiérarchie du football ouest-allemand.
Ce fut la 4e édition de cette compétition qui avait pour but de désigner les deux clubs promus entre la Regionalliga (D2) et la Bundesliga (D1).
De 1964 à 1974, il n'y eut aucun montant direct du 2e vers le 1er niveau du football ouest-allemand. Le tour final décida quels étaient les promus.
Au fil des onze éditions, le nombre de participants et surtout le nombre de qualifiés selon les différentes "Regionalligen" évoluèrent.

### Les 10 Participants 1966-1967
- Regionalliga Berlin:
  - Hertha BSC Berlin
  - Tennis Borussia Berlin
- Regionalliga Nord:
  - SV Arminia Hannover
  - 1. SC Göttingen
- Regionalliga Süd:
  - Offenbacher FC Kickers
  - FC Bayern Hof 1910
- Regionalliga Südwest:
  - VfB Borussia Neunkirchen
  - 1. FC Saarbrücken
- Regionalliga West:
  - Aachener TSV Alemannia
  - Schwarz-Weiss Essen

### Résultats & Classements
À partir de cette saison, les équipes qualifiées furent réparties en deux groupes de cinq.
Dans les deux groupes respectifs, les différents engagés s'affrontèrent par matches "aller/retour".

#### Légende
| Légende |                                                                |
| P       | Vainqueur de groupe et promu en Bundesliga la saison suivante. |

#### Groupe 1

##### Matches
| Dates      | Matches                                        | Résultats | Remarques |
| ---------- | ---------------------------------------------- | --------- | --------- |
| 20/05/1967 | FC Bayern Hof 1910 – Schwarz-Weiss Essen       | 0-0       |           |
| 20/05/1967 | SV Arminia Hannover – Hertha BSC Berlin        | 1-1       |           |
| 24/05/1967 | VfB Borussia Neunkirchen – SV Arminia Hannover | 2-1       |           |
| 24/05/1967 | Hertha BSC Berlin – FC Bayern Hof 1910         | 2-0       |           |
| 28/05/1967 | Schwarz-Weiss Essen – Hertha BSC Berlin        | 3-2       |           |
| 28/05/1967 | FC Bayern Hof 1910 – VfB Borussia Neunkirchen  | 5-2       |           |
| 01/06/1967 | VfB Borussia Neunkirchen – Schwarz-Weiss Essen | 2-0       |           |
| 01/06/1967 | SV Arminia Hannover – FC Bayern Hof 1910       | 3-0       |           |
| 04/06/1967 | Hertha BSC Berlin – VfB Borussia Neunkirchen   | 1-2       |           |
| 04/06/1967 | Schwarz-Weiss Essen – SV Arminia Hannover      | 2-1       |           |
| 10/06/1967 | Schwarz-Weiss Essen – FC Bayern Hof 1910       | 2-3       |           |
| 10/06/1967 | Hertha BSC Berlin – SV Arminia Hannover        | 0-3       |           |
| 14/06/1967 | SV Arminia Hannover – VfB Borussia Neunkirchen | 3-4       |           |
| 14/06/1967 | FC Bayern Hof 1910 – Hertha BSC Berlin         | 2-1       |           |
| 18/06/1967 | Hertha BSC Berlin – Schwarz-Weiss Essen        | 0-1       |           |
| 18/06/1967 | VfB Borussia Neunkirchen – FC Bayern Hof 1910  | 4-0       |           |
| 21/06/1967 | Schwarz-Weiss Essen – VfB Borussia Neunkirchen | 1-1       |           |
| 21/06/1967 | FC Bayern Hof 1910 – SV Arminia Hannover       | 1-2       |           |
| 25/06/1967 | VfB Borussia Neunkirchen – Hertha BSC Berlin   | 0-1       |           |
| 21/06/1967 | SV Arminia Hannover – Schwarz-Weiss Essen      | 0-4       |           |

##### Classement
|   |   |                           | M | G | N | P | +  | -  | Avg  | Pts |
| - | - | ------------------------- | - | - | - | - | -- | -- | ---- | --- |
| P | 1 | VrfB Borussia Neunkirchen | 8 | 5 | 1 | 2 | 17 | 12 | 1,42 | 11  |
|   | 2 | Schwarz-Weiss Essen       | 8 | 4 | 2 | 2 | 13 | 9  | 1,44 | 9   |
|   | 3 | SV Arminia Hannover       | 8 | 3 | 1 | 4 | 14 | 14 | 1,00 | 7   |
|   | 4 | FC Bayern Hof 1910        | 8 | 3 | 1 | 4 | 11 | 16 | 0,69 | 7   |
|   | 5 | Hertha BSC Berlin         | 8 | 2 | 1 | 5 | 8  | 12 | 0,67 | 5   |

#### Groupe 2

##### Matches
| Dates      | Matches                                         | Résultats | Remarques |
| ---------- | ----------------------------------------------- | --------- | --------- |
| 20/05/1967 | Aachener TSV Alemannia – Offenbacher FC Kickers | 2-1       |           |
| 20/05/1967 | Tennis Borussia Berlin – 1. SC Göttingen 05     | 1-1       |           |
| 24/05/1967 | 1. SC Göttingen 05 – 1. FC Saarbrücken          | 1-1       |           |
| 24/05/1967 | Offenbacher FC Kickers – Tennis Borussia Berlin | 2-0       |           |
| 28/05/1967 | Tennis Borussia Berlin – Aachener TSV Alemannia | 3-4       |           |
| 28/05/1967 | 1. FC Saarbrücken – Offenbacher FC Kickers      | 0-0       |           |
| 01/06/1967 | Aachener TSV Alemannia – 1. FC Saarbrücken      | 3-0       |           |
| 01/06/1967 | Offenbacher FC Kickers – 1. SC Göttingen 05     | 2-0       |           |
| 04/06/1967 | 1. SC Göttingen 05 – Aachener TSV Alemannia     | 1-2       |           |
| 04/06/1967 | 1. FC Saarbrücken – Tennis Borussia Berlin      | 2-4       |           |
| 10/06/1967 | Offenbacher FC Kickers – Aachener TSV Alemannia | 3-2       |           |
| 10/06/1967 | 1. SC Göttingen 05 – Tennis Borussia Berlin     | 1-0       |           |
| 14/06/1967 | 1. FC Saarbrücken – 1. SC Göttingen 05          | 2-2       |           |
| 14/06/1967 | Tennis Borussia Berlin – Offenbacher FC Kickers | 0-2       |           |
| 18/06/1967 | Aachener TSV Alemannia – Tennis Borussia Berlin | 7-2       |           |
| 18/06/1967 | Offenbacher FC Kickers – 1. FC Saarbrücken      | 3-4       |           |
| 21/06/1967 | 1. FC Saarbrücken – Aachener TSV Alemannia      | 3-0       |           |
| 21/06/1967 | 1. SC Göttingen 05 – Offenbacher FC Kickers     | 2-2       |           |
| 25/06/1967 | Aachener TSV Alemannia – 1. SC Göttingen 05     | 3-1       |           |
| 21/06/1967 | Tennis Borussia Berlin – 1. FC Saarbrücken      | 2-2       |           |

##### Classement
|   |   |                        | M | G | N | P | +  | -  | Avg  | Pts |
| - | - | ---------------------- | - | - | - | - | -- | -- | ---- | --- |
| P | 1 | Aachener TSV Alemannia | 8 | 6 | 0 | 2 | 23 | 14 | 1,64 | 12  |
|   | 2 | Offenbacher FC Kickers | 8 | 4 | 2 | 2 | 15 | 10 | 1,50 | 10  |
|   | 3 | 1. FC Saarbrücken      | 8 | 2 | 4 | 2 | 15 | 15 | 1,00 | 8   |
|   | 4 | 1. SC Göttingen 05     | 8 | 1 | 4 | 3 | 9  | 13 | 0,69 | 6   |
|   | 5 | Tennis Borussia Berlin | 8 | 1 | 2 | 5 | 12 | 21 | 0,57 | 4   |